# Paste-up

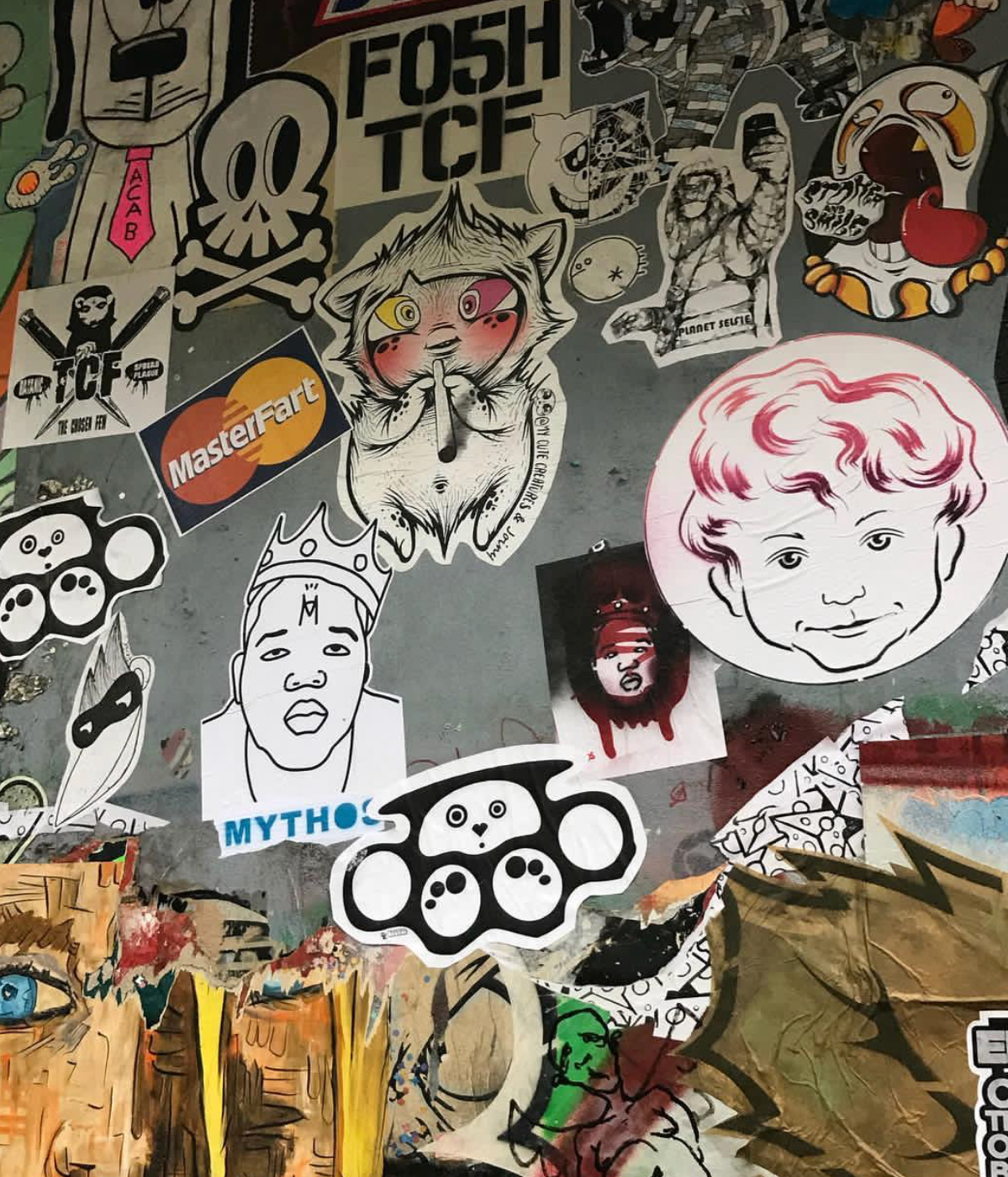
Verschiedene Paste-ups in Berlin-Friedrichshain vor dem Kino Intimes

Paste-up ist ein Begriff aus der Streetartkultur. Darunter versteht man im Allgemeinen ein mit Kleister oder Leim aufgezogenes Plakat. Diese Art der Kunst kann seit 2005 eine Straftat der Sachbeschädigung gemäß § 303 Abs. 2 StGB darstellen. Danach wird ebenso bestraft, wer unbefugt das Erscheinungsbild einer fremden Sache nicht nur unerheblich und nicht nur vorübergehend verändert.
Eine Substanzschädigung der zu plakatierenden Sache ist somit nicht mehr vonnöten.
Des Weiteren haben viele Polizeiverordnungen der Kommunen und Städte oftmals ein eigenes Verbot des Plakatierens.
In der Schweiz ist „wildes Plakatieren“ generell gesetzlich verboten und strafbar.

## Herstellung und Technik

Paste-up in Innsbruck

Größere Paste-ups werden meist durch Siebdruck oder Schablonen hergestellt, kleinere ausgedruckt oder direkt von Hand gezeichnet.
Dem Papier wird besondere Beachtung geschenkt, es sollte dicker und stabiler sein als herkömmliches, da es durch die Feuchtigkeit des Leims oder Kleisters beim Aufziehen reißen kann. Es gibt aber auch Künstler, die bewusst mit Zeitungspapier arbeiten, diese Werke sind dann durch Witterungseinflüsse nicht lange haltbar.

## Galerie
|  |  |  |  |